# Strövelstorp
Strövelstorp – miejscowość (tätort) w Szwecji, w regionie administracyjnym (län) Skania, w gminie Ängelholm.
Według danych Szwedzkiego Urzędu Statystycznego liczba ludności wyniosła: 1207 (31 grudnia 2015), 1384 (31 grudnia 2018) i 1402 (31 grudnia 2019).